# Đức Xuân, Thạch An
Đức Xuân là một xã thuộc huyện Thạch An, tỉnh Cao Bằng, Việt Nam.

## Địa lý
Xã Đức Xuân nằm ở phía đông nam huyện Thạch An, có vị trí địa lý:
- Phía đông giáp xã Lê Lợi
- Phía tây giáp xã Trọng Con
- Phía nam giáp tỉnh Lạng Sơn
- Phía bắc giáp thị trấn Đông Khê và xã Lê Lai.

Xã Đức Xuân có diện tích 20,15 km², dân số năm 2019 là 1.858 người, mật độ dân số đạt 92 người/km².
Trên địa bàn xã có một số ngọn núi như Lũng Diều, Khau Nọc Sa, Lũng Nhảng, Phia Luông, Khau Siểm. Các dòng suối chảy trên địa bàn xã gồm có khuổi Cay, khuổi Đeng, suối Nà Tục. Đức Xuân có quốc lộ 4A chạy qua địa bàn và là cửa ngõ phía đông nam của tỉnh Cao Bằng. Trên địa bàn xã có nhà máy than cốc.

## Lịch sử
Sau năm 1975, Đức Xuân là một xã thuộc huyện Thạch An.
Đến năm 2019, xã Đức Xuân được chia thành 7 xóm: Nà Nhầng, Nà Tục, Nà Pá, Pác Khoang, Lũng Pác Khoang, Pác Lũng, Tục Ngã.
Ngày 9 tháng 9 năm 2019, Hội đồng Nhân dân tỉnh Cao Bằng ban hành Nghị quyết số 27/NQ-HĐND về việc:
- Sáp nhập xóm Lũng Pác Khoang vào xóm Nà Tục
- Sáp nhập xóm Nà Nhầng vào xóm Pác Lũng.

## Hành chính
Xã Đức Xuân được chia thành 5 xóm: Nà Pá, Nà Tục, Pác Khoang, Pác Lũng, Tục Ngã.